# Rina Shingaki
Rina Shingaki (en japonés: 進垣リナ, Shingaki Rina) (Ichikikushikino, 23 de noviembre de 1998) es una luchadora profesional japonesa retirada, reconocida por sus participaciones con la promoción Ice Ribbon.

## Carrera profesional

### Circuito independiente (2018-2021)
Shingaki debutó como luchadora profesional en el Kaientai Dojo 16th Anniversary Club-K Super Evolution 16 del 22 de abril de 2018, donde cayó ante Ayame Sasamura.
Como independiente, Shingaki es conocida por competir en varias promociones. En TJPW The Sparkling Girl Will Fly To Hakata, un evento promovido por Tokyo Joshi Pro Wrestling el 31 de marzo de 2019, hizo equipo con Mizuki para derrotar a Marika Kobashi y Miu Watanabe. En ZERO1 Office T 30th Anniversary Celebration, un evento promovido por Pro Wrestling ZERO1 el 11 de abril de 2019, cayó ante Hiroe Nagahama. En un house show promovido por Pure-J el 10 de julio de 2019, Shingaki desafió sin éxito a Manami Katsu en un combate individual.
En el evento Oz Academy Fragment Of Soul, del 15 de diciembre de 2019, se asoció con Syuri para desafiar sin éxito a Mission K4 (Akino y Kaho Kobayashi) por el Oz Academy Tag Team Championship. En RibbonMania 2019, un evento promovido por Ice Ribbon el 31 de diciembre de 2019, participó en un gauntlet match de 44 personas en el que la retirada Tequila Saya entró en un empate con ella, Risa Sera, Suzu Suzuki, Manami Toyota, Ken Ohka, Tsukushi o Tsukasa Fujimoto, entre otros muchos.

#### Pro Wrestling Wave (2019-2021)
Shingaki también formó parte del roster de Pro Wrestling Wave. En la edición de 2020 del torneo Dual Shock Wave, formó equipo con Ayame Sasamura y derrotó a Nagisa Nozaki y a Saki y Boss To Mammy (Yumi Ohka y Mio Momono) en un combate de primera ronda. A continuación, cayeron en el siguiente combate contra Itsuki Aoki y Rin Kadokura y Luminous (Haruka Umesaki y Miyuki Takase). En el WAVE Kabuki-cho Week Ender del 21 de noviembre de 2020, retó sin éxito a Nagisa Nozaki por el Wave Single Championship.

## Campeonatos y logros
- Best Body Japan Pro-Wrestling
  - BBW Women's Championship (1 vez)
  - BBW Super Bodyweight Championship (1 vez)
- Ice Ribbon
  - Triangle Ribbon Championship (1 vez)[12]
- World Woman Pro-Wrestling Diana
  - World Woman Pro-Wrestling Diana Tag Team Championship (1 vez) – con Ayame Sasamura